# ليزا (ممثلة)
ليزا أو ليزا شحاتة كامل ممثلة مصرية مواليد عام 1977 اشتهرت بأداء دور الطفلة في الأعمال التليفزيونية خلال عقد الثمانينيات من القرن العشرين.

## حياتها
ولدت ليزا شحاتة كامل عام 1977، وبدأت التمثيل عندما كانت طفلة فأدت دور الطفلة خفيفة الظل في عدد من المسلسلات والسهرات التليفزيونيّة خلال حقبة الثمانينيات من القرن العشرين قبل أن تترك العمل بالتمثيل وتهاجر إلى الولايات المتحدة الأمريكية عام 1989، ثم تتزوج عام 1997 وتنجب طفلين.

## أعمالها
الأفلام
- اليتيم والحب: أنتج عام 1981، ولعبت فيه دور «نيفين».
- وصية زوجتي: أنتج عام 1984.
- الطيب أفندي: أنتج عام 1984، ولعبت فيه دور «أمل».
- الشيطان يغني: أنتج عام 1984، ولعبت فيه دور «ميرهان».
- أيام في الحلال: أنتج عام 1985.
- إنقاذ ما يمكن إنقاذه: أنتج عام 1985.
- كراكون في الشارع: أنتج عام 1986، ولعبت فيه دور «سارة».
- انتحار صاحب الشقة: أنتج عام 1986.
- الزيارة الأخيرة: أنتج عام 1986، ولعبت فيه دور «صفية».
- وصية رجل مجنون: أنتج عام 1987.

### المسلسلات
- هند والدكتور نعمان: أنتج عام 1984، ولعبت فيه دور «هند جلال».
- بندق وبندقة: أنتج عام 1985.

### المسرحيات
- الهمجي: عُرضت عام 1985، ولعبت في العروض الأولى دور الطفلة «زهرة».

## وصلات خارجية
- صفحة الممثلة على قاعدة بيانات الأفلام العربية
- صفحة الممثلة على قاعدة بيانات الأفلام على الإنترنت
- صفحة الممثلة على موقع الدهليز